# Badminton nos Jogos Olímpicos de Verão de 2020 - Duplas masculinas
O torneio de duplas masculinas do badminton nos Jogos Olímpicos de Verão de 2020 ocorreu entre os dias 24 e 31 de julho de 2021 no Musashino Forest Sports Plaza, em Tóquio. Um total de 16 duplas de jogadores representando 14 nações participaram do torneio.
A dupla taiwanesa formada por Lee Yang e Wang Chi-lin conquistou a primeira medalha de ouro do país no badminton após vencer os chineses Li Junhui e Liu Yuchen na final, enquanto o bronze ficou para Aaron Chia e Soh Wooi Yik, da Malásia.

## Qualificação
A qualificação se deu inteiramente através do ranking mundial. As nações com pelo menos duas duplas entre os oito primeiros no ranking puderam enviar um máximo de duas duplas (4 jogadores); todas as demais nações ficaram limitadas a uma única dupla, respeitando suas posições no ranking mundial, até que o limite de 16 duplas fossem selecionadas. No entanto, cada continente teve a garantia de ter pelo menos uma dupla representada, eliminando os piores classificados para abrir espaço para uma garantia continental, se necessário.

## Calendário
|           | Sábado 24 jul | Domingo 25 jul | Segunda 26 jul | Terça 27 jul | Quarta 28 jul | Quinta 29 jul | Sexta 30 jul | Sábado 31 jul |
| --------- | ------------- | -------------- | -------------- | ------------ | ------------- | ------------- | ------------ | ------------- |
| Masculino | Grupos        | Grupos         | Grupos         | Grupos       |               | Quartas       | Semi         | Final         |

## Medalhistas
| Ouro   | TPE Lee Yang e Wang Chi-lin   |
| Prata  | CHN Li Junhui e Liu Yuchen    |
| Bronze | MAS Aaron Chia e Soh Wooi Yik |

## Resultados

### Fase de grupos
A fase de grupos consistiu de quatro grupos com quatro duplas cada e foi disputada entre 24 e 27 de julho de 2021. As duas primeiras duplas de cada grupo avançaram para a fase final.

#### Grupo A
| Equipe                                               | J | V | D | SG | SP | Pts |
| ---------------------------------------------------- | - | - | - | -- | -- | --- |
| INA Marcus Fernaldi Gideon / Kevin Sanjaya Sukamuljo | 3 | 2 | 1 | 5  | 2  | 2   |
| TPE Lee Yang / Wang Chi-lin                          | 3 | 2 | 1 | 5  | 3  | 2   |
| IND Satwiksairaj Rankireddy / Chirag Shetty          | 3 | 2 | 1 | 4  | 3  | 2   |
| GBR Ben Lane / Sean Vendy                            | 3 | 0 | 3 | 0  | 6  | 0   |

| Dupla 1                      | Resultado          | Dupla 2                     |
| 24 de julho, 12:20           | 24 de julho, 12:20 | 24 de julho, 12:20          |
| ---------------------------- | ------------------ | --------------------------- |
| INA MF Gideon / KS Sukamuljo | 21–15 21–11        | GBR B Lane / S Vendy        |
| 24 de julho, 12:20           |                    |                             |
| TPE Lee Y / Wang C-l         | 16–21 –16 25–27    | IND S Rankireddy / C Shetty |
| 26 de julho, 11:20           |                    |                             |
| TPE Lee Y / Wang C-l         | 21–17 21–14        | GBR B Lane / S Vendy        |
| 26 de julho, 12:40           |                    |                             |
| INA MF Gideon / KS Sukamuljo | 21–13 21–12        | IND S Rankireddy / C Shetty |
| 27 de julho, 12:00           |                    |                             |
| INA MF Gideon / KS Sukamuljo | 18–21 –15 17–21    | TPE Lee Y / Wang C-l        |
| 27 de julho, 12:00           |                    |                             |
| IND S Rankireddy / C Shetty  | 21–17 21–19        | GBR B Lane / S Vendy        |

#### Grupo B
| Equipe                                       | J | V | D | SG | SP | Pts |
| -------------------------------------------- | - | - | - | -- | -- | --- |
| JPN Hiroyuki Endo / Yuta Watanabe            | 3 | 3 | 0 | 6  | 0  | 3   |
| DEN Kim Astrup / Anders Skaarup Rasmussen    | 3 | 2 | 1 | 4  | 2  | 2   |
| ROC Vladimir Ivanov / Ivan Sozonov           | 3 | 1 | 2 | 2  | 4  | 1   |
| NGR Godwin Olofua / Anuoluwapo Juwon Opeyori | 3 | 0 | 3 | 0  | 6  | 0   |

| Dupla 1                     | Resultado          | Dupla 2                     |
| 24 de julho, 13:00          | 24 de julho, 13:00 | 24 de julho, 13:00          |
| --------------------------- | ------------------ | --------------------------- |
| DEN K Astrup / AS Rasmussen | 21–13 21–18        | ROC V Ivanov / I Sozonov    |
| 24 de julho, 20:00          |                    |                             |
| JPN H Endo / Y Watanabe     | 21–2 21–7          | NGR G Olofua / AJ Opeyori   |
| 25 de julho, 12:40          |                    |                             |
| JPN H Endo / Y Watanabe     | 21–19 21–19        | ROC V Ivanov / I Sozonov    |
| 26 de julho, 18:00          |                    |                             |
| DEN K Astrup / AS Rasmussen | 21–7 21–10         | NGR G Olofua / AJ Opeyori   |
| 27 de julho, 11:20          |                    |                             |
| JPN H Endo / Y Watanabe     | 21–14 21–12        | DEN K Astrup / AS Rasmussen |
| 27 de julho, 18:40          |                    |                             |
| ROC V Ivanov / I Sozonov    | 21–8 21–10         | NGR G Olofua / AJ Opeyori   |

#### Grupo C
| Equipe                            | J | V | D | SG | SP | Pts |
| --------------------------------- | - | - | - | -- | -- | --- |
| CHN Li Junhui / Liu Yuchen        | 3 | 3 | 0 | 6  | 0  | 3   |
| JPN Takeshi Kamura / Keigo Sonoda | 3 | 2 | 1 | 4  | 2  | 2   |
| GER Mark Lamsfuß / Marvin Seidel  | 3 | 1 | 2 | 2  | 4  | 1   |
| USA Phillip Chew / Ryan Chew      | 3 | 0 | 3 | 0  | 6  | 0   |

| Dupla 1                  | Resultado          | Dupla 2                  |
| 24 de julho, 11:00       | 24 de julho, 11:00 | 24 de julho, 11:00       |
| ------------------------ | ------------------ | ------------------------ |
| CHN Li J / Liu Y         | 21–9 21–17         | USA P Chew / R Chew      |
| 24 de julho, 19:20       |                    |                          |
| JPN T Kamura / K Sonoda  | 21–13 21–8         | GER M Lamsfuß / M Seidel |
| 25 de julho, 18:40       |                    |                          |
| CHN Li J / Liu Y         | 21–14 21–13        | GER M Lamsfuß / M Seidel |
| 26 de julho, 10:00       |                    |                          |
| JPN T Kamura / K Sonoda  | 21–11 21–3         | USA P Chew / R Chew      |
| 27 de julho, 10:00       |                    |                          |
| CHN Li J / Liu Y         | 21–14 21–16        | JPN T Kamura / K Sonoda  |
| 27 de julho, 18:00       |                    |                          |
| GER M Lamsfuß / M Seidel | 21–10 21–16        | USA P Chew / R Chew      |

#### Grupo D
| Equipe                               | J | V | D | SG | SP | Pts |
| ------------------------------------ | - | - | - | -- | -- | --- |
| INA Mohammad Ahsan / Hendra Setiawan | 3 | 3 | 0 | 6  | 0  | 3   |
| MAS Aaron Chia / Soh Wooi Yik        | 3 | 2 | 1 | 4  | 2  | 2   |
| KOR Choi Sol-gyu / Seo Seung-jae     | 3 | 1 | 2 | 3  | 4  | 1   |
| CAN Jason Ho-Shue / Nyl Yakura       | 3 | 0 | 3 | 0  | 6  | 0   |

| Dupla 1                  | Resultado          | Dupla 2                  |
| 24 de julho, 18:00       | 24 de julho, 18:00 | 24 de julho, 18:00       |
| ------------------------ | ------------------ | ------------------------ |
| INA M Ahsan / H Setiawan | 21–12 21–11        | CAN J Ho-Shue / N Yakura |
| 24 de julho, 18:00       |                    |                          |
| KOR Choi S-g / Seo S-j   | 22–24 15–21        | MAS A Chia / Soh WY      |
| 25 de julho, 10:00       |                    |                          |
| KOR Choi S-g / Seo S-j   | 21–14 21–8         | CAN J Ho-Shue / N Yakura |
| 26 de julho, 19:20       |                    |                          |
| INA M Ahsan / H Setiawan | 21–16 21–19        | MAS A Chia / Soh WY      |
| 27 de julho, 12:40       |                    |                          |
| INA M Ahsan / H Setiawan | 21–12 19–21 –18    | KOR Choi S-g / Seo S-j   |
| 27 de julho, 20:00       |                    |                          |
| MAS A Chia / Soh WY      | 21–15 21–13        | CAN J Ho-Shue / N Yakura |

### Fase final
A fase final foi disputada em formato eliminatório direto, entre 29 e 31 de julho, até a definição dos medalhistas.
|  | Quartas de final | Quartas de final                                       | Quartas de final                       | Quartas de final              | Quartas de final |                                     |                                 | Semifinal | Semifinal           | Semifinal           | Semifinal           | Semifinal           |                     |   | Final | Final                                  | Final | Final | Final |  |  |
|  |                  |                                                        |                                        |                               |                  |                                     |                                 |           |                     |                     |                     |                     |                     |   |       |                                        |       |       |       |  |  |
|  | A1               | INA Marcus Fernaldi Gideon INA Kevin Sanjaya Sukamuljo | 14                                     | 17                            |                  |                                     |                                 |           |                     |                     |                     |                     |                     |   |       |                                        |       |       |       |  |  |
|  | D2               | MAS Aaron Chia MAS Soh Wooi Yik                        | 21                                     | 21                            |                  |                                     |                                 |           |                     |                     |                     |                     |                     |   |       |                                        |       |       |       |  |  |
|  | D2               | MAS Aaron Chia MAS Soh Wooi Yik                        | 21                                     | 21                            |                  | D2                                  | MAS Aaron Chia MAS Soh Wooi Yik | 22        | 13                  |                     |                     |                     |                     |   |       |                                        |       |       |       |  |  |
|  |                  |                                                        |                                        |                               |                  | D2                                  | MAS Aaron Chia MAS Soh Wooi Yik | 22        | 13                  |                     |                     |                     |                     |   |       |                                        |       |       |       |  |  |
|  |                  | C1                                                     | CHN Li Junhui CHN Liu Yuchen           | 24                            | 21               |                                     |                                 |           |                     |                     |                     |                     |                     |   |       |                                        |       |       |       |  |  |
|  | C1               | C1                                                     | CHN Li Junhui CHN Liu Yuchen           | 24                            | 21               | CHN Li Junhui CHN Liu Yuchen        | 12                              | 21        | 21                  |                     |                     |                     |                     |   |       |                                        |       |       |       |  |  |
|  | C1               |                                                        |                                        |                               |                  | CHN Li Junhui CHN Liu Yuchen        | 12                              | 21        | 21                  |                     |                     |                     |                     |   |       |                                        |       |       |       |  |  |
|  | B2               | DEN Kim Astrup DEN Anders Skaarup Rasmussen            | 21                                     | 14                            | 19               |                                     |                                 |           |                     |                     |                     |                     |                     |   |       |                                        |       |       |       |  |  |
|  |                  |                                                        |                                        |                               |                  |                                     |                                 |           |                     |                     |                     |                     |                     |   | C1    | CHN Li Junhui CHN Liu Yuchen           | 18    | 12    |       |  |  |
|  |                  |                                                        | A2                                     | TPE Lee Yang TPE Wang Chi-lin | 21               | 21                                  |                                 |           |                     |                     |                     |                     |                     |   |       |                                        |       |       |       |  |  |
|  | A2               | TPE Lee Yang TPE Wang Chi-lin                          | 21                                     | 21                            |                  |                                     |                                 |           |                     |                     |                     |                     |                     |   |       |                                        |       |       |       |  |  |
|  | B1               | JPN Hiroyuki Endo JPN Yuta Watanabe                    | 16                                     | 19                            |                  |                                     |                                 |           |                     |                     |                     |                     |                     |   |       |                                        |       |       |       |  |  |
|  | B1               | JPN Hiroyuki Endo JPN Yuta Watanabe                    | 16                                     | 19                            |                  | A2                                  | TPE Lee Yang TPE Wang Chi-lin   | 21        | 21                  |                     |                     |                     |                     |   |       |                                        |       |       |       |  |  |
|  |                  |                                                        |                                        |                               |                  | A2                                  | TPE Lee Yang TPE Wang Chi-lin   | 21        | 21                  |                     |                     |                     |                     |   |       |                                        |       |       |       |  |  |
|  |                  | D1                                                     | INA Mohammad Ahsan INA Hendra Setiawan | 11                            | 10               |                                     |                                 |           | Disputa pelo bronze | Disputa pelo bronze | Disputa pelo bronze | Disputa pelo bronze | Disputa pelo bronze |   |       |                                        |       |       |       |  |  |
|  | C2               | D1                                                     | INA Mohammad Ahsan INA Hendra Setiawan | 11                            | 10               | JPN Takeshi Kamura JPN Keigo Sonoda | 14                              | 21        | Disputa pelo bronze | Disputa pelo bronze | Disputa pelo bronze | Disputa pelo bronze | Disputa pelo bronze | 9 |       |                                        |       |       |       |  |  |
|  | C2               |                                                        |                                        |                               |                  | JPN Takeshi Kamura JPN Keigo Sonoda | 14                              | 21        |                     |                     |                     |                     |                     | 9 |       |                                        |       |       |       |  |  |
|  | D1               | INA Mohammad Ahsan INA Hendra Setiawan                 | 21                                     | 16                            | 21               |                                     |                                 |           |                     |                     |                     |                     |                     |   | D2    | MAS Aaron Chia MAS Soh Wooi Yik        | 17    | 21    | 21    |  |  |
|  |                  |                                                        |                                        |                               |                  |                                     |                                 |           |                     |                     |                     |                     |                     |   | D1    | INA Mohammad Ahsan INA Hendra Setiawan | 21    | 17    | 14    |  |  |